# 32613 Tseyuenman
32613 Tseyuenman este o planetă minoră (asteroid) din centura de asteroizi. A fost descoperită pe 27 august 2001 la Observatorul Desert Eagle de William Kwong Yu Yeung. 
Obiectul prezintă o orbită caracterizată de o semiaxă mare de 2,3186334 UAi, o excentricitate de 0,16, o înclinație de 1,87449 ° în raport cu ecliptica.